# 刘约 (汉赵)
刘约（？—317年）。新兴（今山西省忻州）匈奴人，中国五胡十六国漢國皇族。昭武帝刘聪的兒子。
刘约封爲大将军、东平王，劉聪問他：“汝诵何书，味何句也？”他回答：“臣诵《孝经》，每咏‘身体发呋，受之父母不敢毁伤’，至于‘在上不骄，高而不危’，未尝不反覆诵之。”劉聪大悦。胡漢麟嘉元年十二月，劉约死而復生。說在不周山見到劉淵，经過五日，又跟他到昆仑山三日，回到不周山，见死去的公卿将相都在，宫室壮丽，号爲蒙珠离国。劉渊說：“东北遮须夷国，无主，久待你父親为主。你父三年后当来，来后我們漢国国中大乱相杀，我家死亡略尽，只有永明（劉曜）辈十数人在耳，汝但还，后年当来，见汝不迟！”不久，劉约拜辞而归，道过猗尼渠余国，引劉约入宫，給他皮囊一枚，說：“为吾遗汉皇帝。”劉约辞归，對劉约說：“刘郎后年来，必见过，当以女相妻。”劉约归置皮囊于机下，復甦，對左右說：“机上取囊来，”左右取得一方白玉，题文：“猗尼渠余国天王敬信遮须夷国天王，岁在摄提，当相见。”劉聪說：“若当如此，吾不惧死也。”劉聪戊寅岁（318年）去世時与此玉并葬。
麟嘉二年（317年）正月，刘约卒。

## 资料来源
- 《晋书》载记
- 《三十国春秋辑本》
- 《十六国春秋别本》